# Biedny rybak

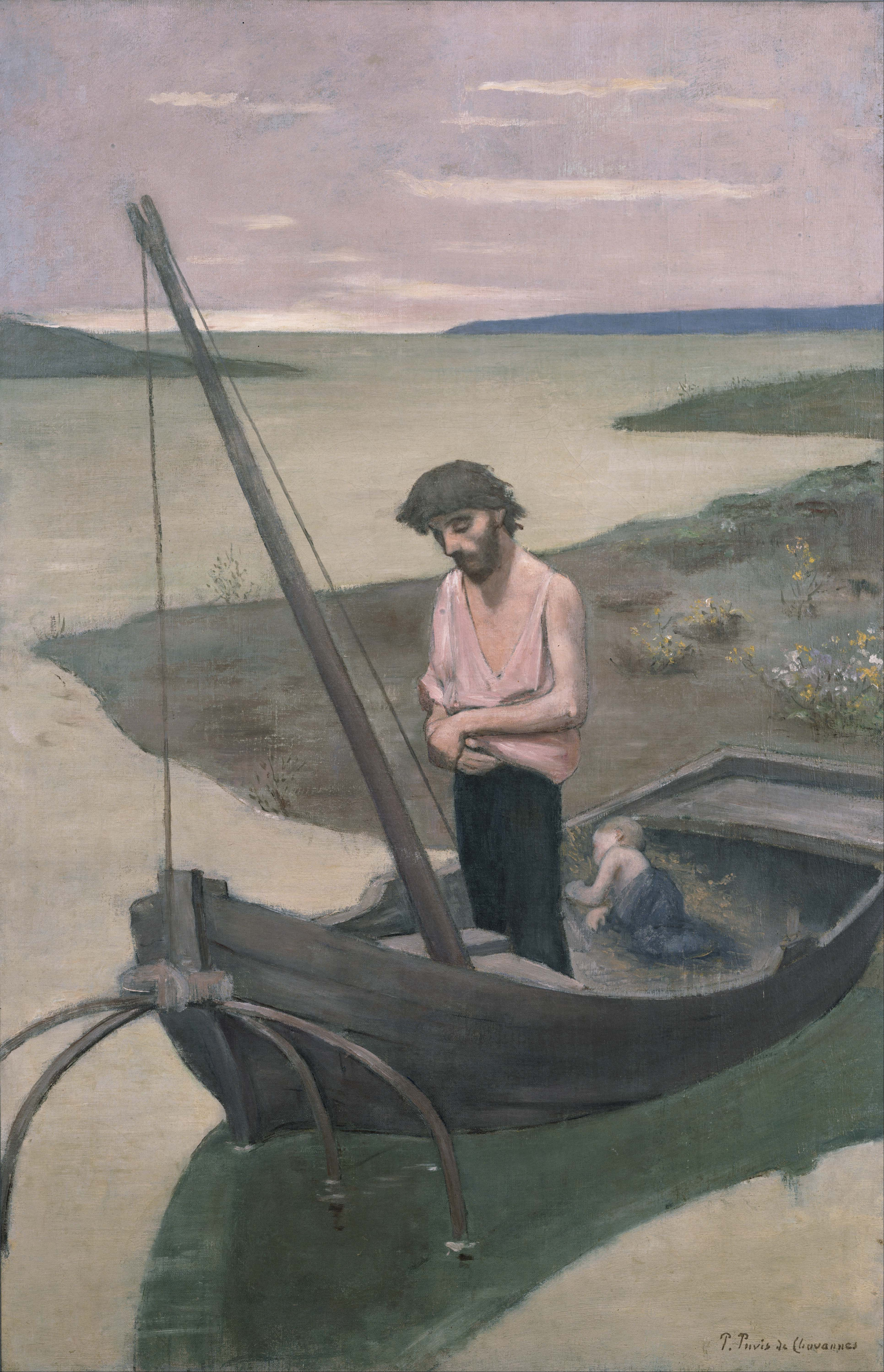
Wersja Émile’a Boivina

Biedny rybak (fr. Le Pauvre Pêcheur) – obraz olejny francuskiego malarza Pierre’a Puvisa de Chavannes’a, znajdujący się obecnie w zbiorach Musée d’Orsay w Paryżu. Pierwsza wersja obrazu powstawała w latach 1879–1881.
Biedny rybak był jednym z najczęściej interpretowanych obrazów przez twórców francuskiego symbolizmu. Dzieło według samego malarza przedstawia rybaka i dwoje dzieci, co ma uosabiać biedę. Według symbolistów, obraz miał być alegorią losu człowieka lub miał przedstawiać wiarę w Boga i odrodzenie życia. Dla innych postać rybaka jest alegorią Chrystusa.

## Opis
Na pierwszym planie widoczny jest rybak stojący w łodzi w geście oczekiwania. Jego sieć zanurzona jest w wodzie, a on sam ma nadzieję na lepszy połów niż dotychczas. Ciężkie i biedne życie widoczne jest w jego powyciąganych szatach w szarych kolorach. Podobnie przedstawiona została kobieta – starsze dziecko lub żona rybaka, która zbiera kwiaty lub jadalne korzonki. Jedynie dziecko ubrane jest w jaskrawą kolorową szatę, co może być symbolem nadziei na przyszłość ale również i cierpienia wynikające z biedy.
Obraz został namalowany w nieokreślonym stylu, bez powiązań motywów historycznych, bez scen rodzajowych. Odbiegał zupełnie od modnego wówczas stylu prezentowanego na Salonach. Mimo to płótno spotkało się z entuzjastycznym przyjęciem przez młodych symbolistów i jako pierwsze dzieło artysty zostało włączone do zbiorów muzeum narodowego. W środowiskach konserwatywnych obraz doczekał się wielu krytycznych komentarzy związanych głównie z brakiem realizmu.
W 1887 roku obraz ten, będący wówczas w posiadaniu kolekcjonera Émile’a Boivina, został włączony za sprawą marszanda Paula Durand-Ruela w poczet francuskiej kolekcji narodowej jako reprezentujący twórczość Pierre’a Puvisa de Chavannes’a. Państwo francuskie wykupiło obraz i umieściło go w Musée du Luxembourg w Paryżu. Aby zrekompensować Boivinowi jego stratę Pierre Puvis de Chavannes namalował mu kolejny obraz o tym samym tytule. Kopia ta jest wertykalna, dziecko znajduje się w łodzi, brak również kobiety. Obraz ten znajduje się w National Museum of Western Art w Tokio. Trzecia, nieukończona w pełni kopia autorska znajduje się w Smith College Museum of Art w Northampton (Massachusetts) i jest zmniejszoną wersją oryginału z Musée d’Orsay. Część specjalistów wątpi w autentyczność tej wersji.
Obraz jest wspomniany w powieści Stefana Żeromskiego Ludzie bezdomni (w rozmowie Judyma z Joanną).